# Muara Sungsang
Muara Sungsang is een bestuurslaag in het regentschap Banyuasin van de provincie Zuid-Sumatra, Indonesië. Muara Sungsang telt 1189 inwoners (volkstelling 2010).